# Jobisme
 (décembre 2024).
Le jobisme désigne un phénomène social caractérisé par des idées préconçues ou des discriminations basées sur l'emploi que les individus occupent[Interprétation personnelle ?]. Le terme concerne spécifiquement la hiérarchisation des personnes en fonction de leur travail ou de leur statut professionnel. Cela inclut des discriminations envers les personnes occupant des emplois considérés comme peu qualifiés, temporaires, ou mal rémunérés. Le jobisme peut également se manifester par une catégorisation sociale des individus selon la nature de leur travail.

## Origine du terme
(décembre 2024).
- Si vous ne connaissez pas le sujet, laissez ce bandeau (vous pouvez alors contacter les auteurs).
- Si vous supprimez le contenu mis en cause (vous pouvez préalablement contacter les auteurs),

argumentez précisément cette suppression dans la page de discussion
(un manque de référence n'est pas un argument ; une recherche réelle de référence doit avoir été effectuée, être formellement documentée).
Le terme "jobisme" provient de l'anglais "job" (emploi) et du suffixe "-isme", qui désigne une idéologie ou une forme de discrimination systématique. Il fait ainsi référence à une catégorisation sociale des individus en fonction de leur travail, ainsi qu'à un système de valeurs qui accorde une place prépondérante aux professions jugées socialement prestigieuses ou intellectuellement valorisantes.
Le concept de jobisme a émergé au début du XXIe siècle dans les débats sur les inégalités sociales et professionnelles, particulièrement dans les sociétés occidentales. Il trouve des racines dans les discours sur le mérite, la mobilité sociale et la reconnaissance des qualifications, et s’inscrit dans un contexte où les distinctions professionnelles influencent de manière significative les rapports de pouvoir, les trajectoires individuelles et l'accès aux opportunités.
Le concept s'est développé dans le contexte des sociétés modernes, où les hiérarchies professionnelles deviennent de plus en plus marquées, et où certaines professions sont perçues comme plus prestigieuses que d'autres, souvent indépendamment de leur véritable valeur ou de leur impact social.

## Support empirique
(décembre 2024).
- Si vous ne connaissez pas le sujet, laissez ce bandeau (vous pouvez alors contacter les auteurs).
- Si vous supprimez le contenu mis en cause (vous pouvez préalablement contacter les auteurs),

argumentez précisément cette suppression dans la page de discussion
(un manque de référence n'est pas un argument ; une recherche réelle de référence doit avoir été effectuée, être formellement documentée).
Le phénomène du jobisme est largement étudié dans le domaine de la sociologie du travail et de la psychologie sociale, où il est souvent abordé sous l'angle des stéréotypes professionnels et de la discrimination à l'embauche. De nombreuses études montrent que les individus ont tendance à juger les autres en fonction de leur emploi, en attribuant des qualités ou des défauts à des groupes professionnels spécifiques.
1. Discrimination dans les emplois précaires :  Des recherches ont également révélé que les travailleurs précaires, comme les intermittents, les saisonniers, ou les travailleurs de l’économie informelle, sont souvent perçus de manière négative, comme étant paresseux ou profiteurs du système social. Ces individus peuvent être stigmatisés comme moins dignes de respect que ceux occupant des emplois dits stables ou prestigieux.
  - Référence : Kalleberg, A. L., Reskin, B. F., & Hudson, K. (2000). Bad Jobs in America: Standard and Nonstandard Employment Relations and Job Quality in the United States. American Sociological Review, 65(2), 256-278.
2. L'impact de la précarité et de la mondialisation :  L’étude de Sennett (2006) sur la flexibilité et la précarisation du travail montre comment le travail temporaire et les emplois précaires ont contribué à créer de nouvelles hiérarchies sociales où certains emplois sont perçus comme moins respectables, tandis que d'autres sont associés à des valeurs de compétence et de réussite.
  - Référence : Sennett, R. (2006). The Culture of the New Capitalism. Yale University Press.
3. La caste sociale et les emplois dans le contexte indien et dystopique :  L’exemple du système de castes en Inde, où certains emplois (tels que les tâches considérées comme "impures") sont attribués à des groupes sociaux spécifiques, illustre comment des hiérarchies professionnelles peuvent créer des divisions sociales permanentes et des discriminations[1].

## Impacts
(décembre 2024).
- Si vous ne connaissez pas le sujet, laissez ce bandeau (vous pouvez alors contacter les auteurs).
- Si vous supprimez le contenu mis en cause (vous pouvez préalablement contacter les auteurs),

argumentez précisément cette suppression dans la page de discussion
(un manque de référence n'est pas un argument ; une recherche réelle de référence doit avoir été effectuée, être formellement documentée).
Les effets du jobisme sont multiples et peuvent avoir des conséquences à différents niveaux de la société :
1. Discrimination sociale et économique :  Les individus occupant des emplois mal rémunérés ou précaires sont souvent marginalisés et perçus comme moins dignes de respect. Cela peut avoir des répercussions sur leur estime de soi, leur bien-être psychologique, et leurs opportunités économiques. Par exemple, les travailleurs précaires peuvent être écartés des circuits sociaux, culturels et économiques plus larges, renforçant ainsi les inégalités de classe.
2. Stéréotypes professionnels :  La hiérarchisation des métiers entraîne des stéréotypes négatifs à l’égard des personnes exerçant des professions dites "inférieures". Par exemple, des ouvriers peuvent être perçus comme moins éduqués ou moins compétents que des scientifiques ou des cadres supérieurs. Ce type de stéréotype peut mener à une discrimination à l’embauche et à un accès limité à certaines opportunités de carrière.
3. Impact sur la mobilité sociale :  Les individus occupant des emplois considérés comme « moins importants » peuvent se retrouver piégés dans des cycles de pauvreté ou d’immobilité sociale, car leur travail est perçu comme n’offrant pas les mêmes opportunités de progression que d’autres professions. Cela perpétue les inégalités sociales et freine la mobilité sociale.

## Culture et représentation dans la fiction
(décembre 2024).
- Si vous ne connaissez pas le sujet, laissez ce bandeau (vous pouvez alors contacter les auteurs).
- Si vous supprimez le contenu mis en cause (vous pouvez préalablement contacter les auteurs),

argumentez précisément cette suppression dans la page de discussion
(un manque de référence n'est pas un argument ; une recherche réelle de référence doit avoir été effectuée, être formellement documentée).
Le jobisme, ou discrimination professionnelle, trouve des échos dans diverses œuvres littéraires, cinématographiques et artistiques, où la stratification sociale fondée sur les métiers joue un rôle central dans la construction des sociétés imaginées. Ces œuvres offrent des représentations poignantes des effets de cette hiérarchisation professionnelle sur les identités individuelles et les opportunités sociales, en illustrant comment les rôles professionnels peuvent conditionner la vie des individus et renforcer des inégalités structurelles.
Dans le roman Le Meilleur des mondes (Brave New World) d'Aldous Huxley (1932), la société est divisée en castes strictes basées sur les rôles professionnels. Les individus sont conditionnés dès la naissance pour occuper un métier spécifique : les Alphas exercent des fonctions intellectuelles et dirigeantes, tandis que les Epsilons se voient assigner des tâches manuelles et subalternes. Ce système de castes, qui repose sur des distinctions professionnelles arbitraires, limite non seulement les aspirations personnelles des individus, mais détermine aussi leur dignité sociale. En dépeignant une société où l'on est réduit à son rôle professionnel, Huxley critique une vision utilitariste de l'humanité, où les individus sont vus avant tout à travers leur contribution à la machine sociale.